# Mi ainsel
Mi Ainsel es el título de un Cuento de hadas, originalmente de Northumberland, en Inglaterra. Su título original es My Ainsel.
Ainsel significa literalmente "yo mismo", y es el nombre del hada del cuento. El cuento guarda cierta similitud con el encuentro de Odiseo con el cíclope Polifemo, cuando el héroe le dice que su nombre es "nadie", y luego el cíclope culpa a "nadie" de lo sucedido.
Mi Ainsel narra la historia de un chico que no quiere irse a la cama, y la madre le dice que si no se va a la cama rápido, las hadas vendrán por él. El nene se queda junto al fuego y aparece un hada, el niño le pregunta el nombre y el hada contesta "Ainsel" (que significa "yo mismo"), cuando el hada le pregunta el nombre, jugándole una broma, contesta "Mi Ainsel". En ese momento el chico mueve las brasas del fuego y sin querer quema a Ainsel, que empieza a gritar de dolor. Los gritos de dolor atraen a la madre de Ainsel (un hada mucho más temible y respetada) que pregunta quién ha dañado a su hija. Recordando las palabras de su madre, el niño, asustado, corre a la cama apenas se escucha la voz, y mientras la madre aparece. La madre del hada, luego, se lleva a su hija enojada después de que su hija haya contestado a su pregunta diciendo que "Mi Ainsel" (recordad que "ainsel" significa yo mismo) ha hecho esto.

## En la actualidad
- "Mi Ainsel" es el título de la segunda parte de American Gods, cuando el personaje toma el nombre de Mike Ainsel, haciendo referencia a "yo mismo".